# Stade Benjamin Mkapa
 (mars 2025).
Le stade Benjamin Mkapa est un stade omnisports d'une capacité de 60 000 places situé à Dar es Salaam en Tanzanie. Il est principalement utilisé pour le football, l'athlétisme et le rugby.

## Histoire
Cette enceinte, construite par des entreprises chinoises, est achevée en 2007 et possède les normes olympiques nécessaires de la FIFA.